# Terminal cargo

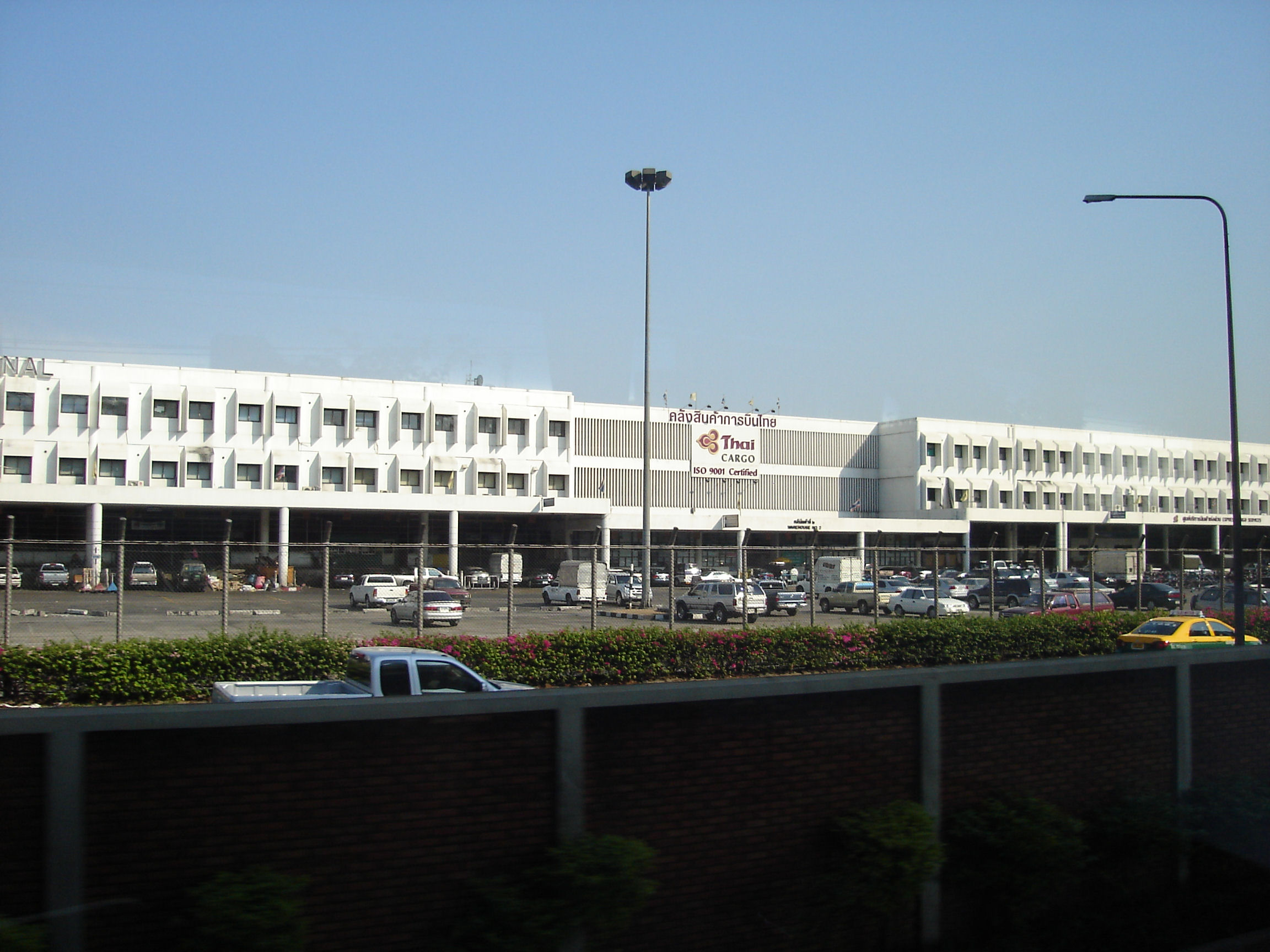
Terminal cargo w Porcie lotniczym Bangkok-Don Muang

Terminal cargo – wydzielona część portu lotniczego lub morskiego świadcząca usługi załadunku, wyładunku i magazynowania towarów przesyłanych drogą lotniczą lub morską.